# Menetou-sur-Nahon
Menetou-sur-Nahon is een gemeente in het Franse departement Indre (regio Centre-Val de Loire) en telt 120 inwoners (2009). De plaats maakt deel uit van het arrondissement Issoudun.

## Geografie
De oppervlakte van Menetou-sur-Nahon bedraagt 6,8 km², de bevolkingsdichtheid is dus 17,6 inwoners per km².
De onderstaande kaart toont de ligging van Menetou-sur-Nahon met de belangrijkste infrastructuur en aangrenzende gemeenten.

## Demografie
Onderstaande figuur toont het verloop van het inwonertal (bron: INSEE-tellingen).